# Zwarte dennenbastkever
De zwarte dennenbastkever is een keversoort uit de familie snuitkevers (Curculionidae). De wetenschappelijke naam van de soort werd in 1800 gepubliceerd door Gustaf von Paykull.